# Chirocephalus marchesonii
Chirocephalus marchesonii is een zeldzaam pekelkreeftje uit de familie Chirocephalidae die endemisch is in het  Lago di Pilato in de Italiaanse provincie Marche.